# Walser Hammerspitze

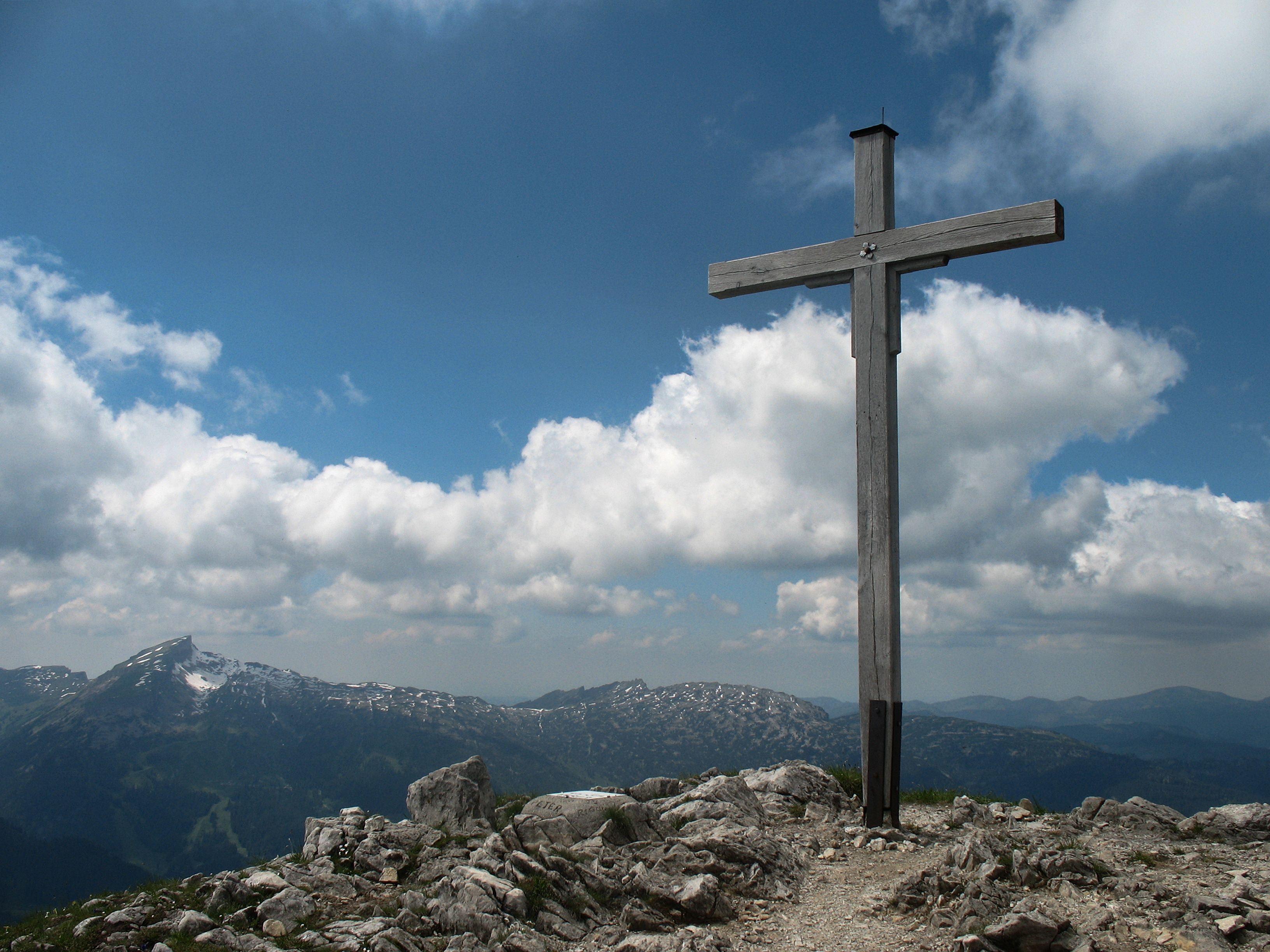
Gipfelkreuz mit Hohem Ifen und Oberen Gottesackerwänden

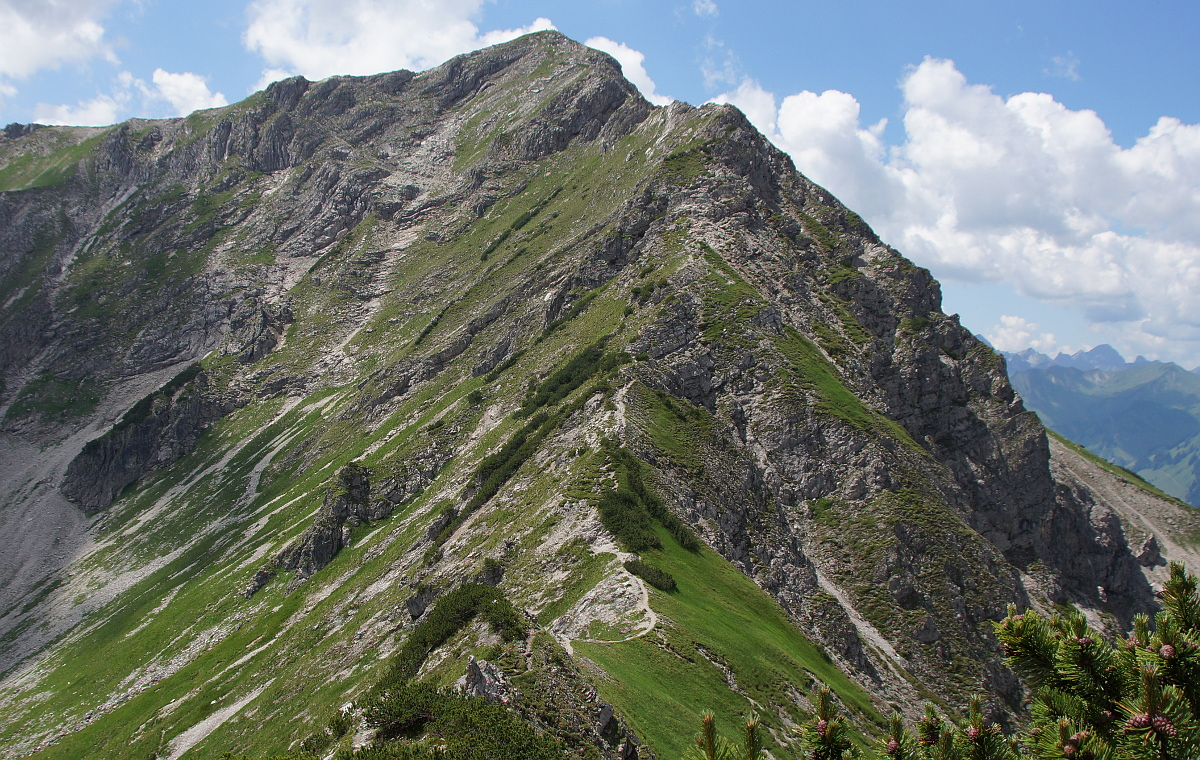
Weg über den Grat zur Walser Hammerspitze von unterhalb der Kanzelwand gesehen

Die Walser Hammerspitze (vormals im Oberstdorfer Sprachgebrauch Schüsser und im Kleinwalsertaler Sprachgebrauch Hammerspitze) ist ein 2170 m ü. A. hoher Nebengipfel der Oberstdorfer Hammerspitze und damit Teil der Schafalpengruppe in den Allgäuer Alpen.

## Lage und Umgebung
Der Gipfel befindet sich zwischen der Oberstdorfer Hammerspitze (2260 m) im Südwesten und der Kanzelwand im Nordwesten. Über ihn verläuft die Grenze zwischen Deutschland und Österreich. Die Hochgehrenspitze (2251 m), ein nordwestlicher Nebengipfel der Oberstdorfer Hammerspitze, ist sowohl ihr Dominanzbezug als auch Referenzgipfel (Line Parent).

## Namensgebung
Bedingt durch die verschiedenen Benennungen im Kleinwalsertal im Nordosten und der Oberstdorfer Seite im Osten stellte sich die Namenssituation der bislang Hammerspitze und Schüsser genannten Berge kompliziert dar. Deshalb wurde im Juli 2013 eine offizielle Umbenennung der Berge vorgenommen, um die Situation beispielsweise bei Notrufen zu verbessern. Aus dem deutschen Schüsser und der österreichischen Hammerspitze wurde die Walser Hammerspitze und aus der deutschen Hammerspitze und dem österreichischen Schüsser die Oberstdorfer Hammerspitze.
In den offiziellen deutschen und österreichischen Kartenwerken waren die beiden Berge jeweils umgekehrt benannt. In der Bayerischen Landeskarte lautete die Kombination Hammerspitze (2260 m) und Schüsser (2170 m), in der Österreichischen Karte folglich: Schüsser (2259 m) und Hammerspitze (2170 m).
In der Revidierten Grenzbeschreibung des Jahres 1844 heißt es: „gegen den Schisser … über den Schisser, welcher auf der Vorarlberger Seite Hammerspitz genannt wird.“ Während die Bezeichnung Hammer ein Ausdruck des Walserdeutschen ist und als Bedeutung ‚Fels‘ hat, ist der Wortstamm Schißer dem Allgäuerischen entstammend. Er bedeutet ‚der Steine herabwerfende‘ und ist beispielsweise im Schißer Kar im Warmatsgund auf der deutschen Seite verwendet. Allerdings wird „Schisser“ in der Grenzbeschreibung für den ganzen Bergkamm zwischen Kanzelwand und Fiderepass verwendet. Thaddäus Steiner vermutet, dass vielleicht auf österreichischer Seite früher zwischen Hammerkopf, also dem Schüsser, und den Hammerspitzen unterschieden wurde.

## Besteigung
Die Walser Hammerspitze kann aus drei Richtungen bestiegen werden. Der einfachste Anstieg führt aus dem Kleinwalsertal durch das Wildental über die Wannenalpe zum Gipfel. Ebenso kann der Berg aus dem Norden über die Kanzelwand sowie von Süden über die Hochgehrenspitze erreicht werden.